# ミシェル＝ウジェーヌ・シュヴルール
ミシェル＝ウジェーヌ・シュヴルール（仏: Michel-Eugène Chevreul、1786年8月31日 - 1889年4月9日）は、フランスの著名な化学者である。彼の広範にわたる研究は、科学、医学、そして芸術の発展に多大な貢献を果たした。
シュヴールールの業績の中でも特に知られているのは、脂肪酸に関する研究である。彼はマルガリン酸を発見し、さらに動物性脂肪とアルカリを用いた石鹸の製造法を開発したとされている。
また、彼の研究過程における重要な功績として、化合物の概念を明確に定義した最初の科学者である点が挙げられる。加えて、有機化合物の性質を正式に特徴づけた最初の科学者でもあり、この功績から彼は現代有機化学の創始者の一人と見なされている。
驚くべきことに、シュヴルールは102歳という長寿を全うし、晩年には老年学の先駆者としても知られるようになった。

## 生涯
| ナダール撮影の100歳の頃の写真と、オスカル・ロティ作の100歳記念メダル |  | ナダール撮影の100歳の頃の写真と、オスカル・ロティ作の100歳記念メダル |
| ナダール撮影の100歳の頃の写真と、オスカル・ロティ作の100歳記念メダル |  |                                                                      |

フランス西部アンジェの医家の血筋に生まれたミシェル＝ウジェーヌ・シュヴルールは、17歳頃にパリへと赴き、ルイ＝ニコラ・ヴォークランの化学研究所に入所した。その後、その才能を見込まれ、パリ植物園に併設された国立自然史博物館においてヴォークランの助手として研究に従事した。
1813年、シュヴルールはリセ・シャルルマーニュの化学教授に就任し、教育者としての道を歩み始めた。その傍ら、ゴブラン織工場の名誉工場長として、染色に関する研究にも情熱を注いだ。彼の学術的な功績は国際的にも高く評価され、1826年にはフランス科学アカデミーの会員、そしてイギリス王立協会の外国人会員に選出された。さらに、1857年には科学における卓越した業績に対し、コプリ・メダルが授与された。1873年には、芸術、製造業、商業の発展に貢献した人物に贈られるアルバート・メダルを受賞している。
1830年、シュヴルールは師であるヴォークランの後を継ぎ、国立自然史博物館の化学教授として長きにわたり教鞭を執った。特筆すべきは、彼が100歳を迎えた際、写真家ナダールとその息子による取材を受け、その記事は史上初のフォト・インタビューとして歴史に名を刻んだことである。また、生後間もなくフランス革命という激動の時代に遭遇したシュヴルールは、その100周年記念として建設されたエッフェル塔の完成を目の当たりにした（エッフェル塔は彼の死の翌月に完成し、その功績を称え、塔にはシュヴルールの名が刻まれた）。102歳という高齢に至ってなお、人体の老化に関する研究を始めたシュヴルールであったが、ほどなくしてパリにてその生涯を閉じた。

## 業績

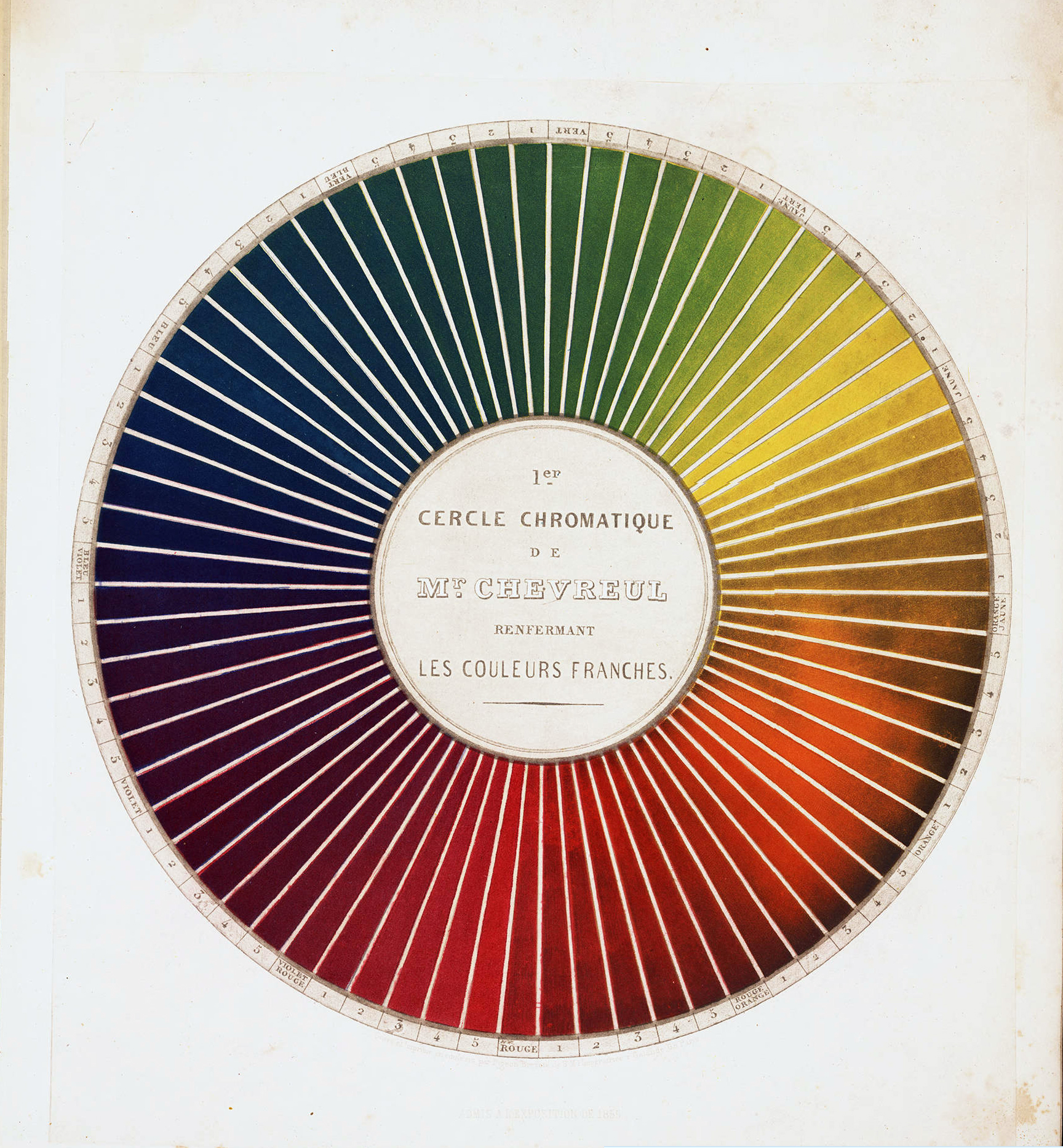
シュヴルールによる色を定義し命名する方法の提示（1861年）

シュヴルールの科学的研究は多岐にわたるが、その中でも特筆すべきは化学分野における業績であり、1823年に発表された動物脂肪に関する研究である。
この研究において、シュヴルールは石鹸の基本的な性質を明らかにした。具体的には、動物性および植物性脂肪の構成要素としてステアリンとオレインを発見し、さらにそれらからステアリン酸、オレイン酸、セタノールを分離し、命名するという画期的な成果を挙げた。

これらの基礎的な研究は、当時のろうそく製造業の発展に大きく貢献した。

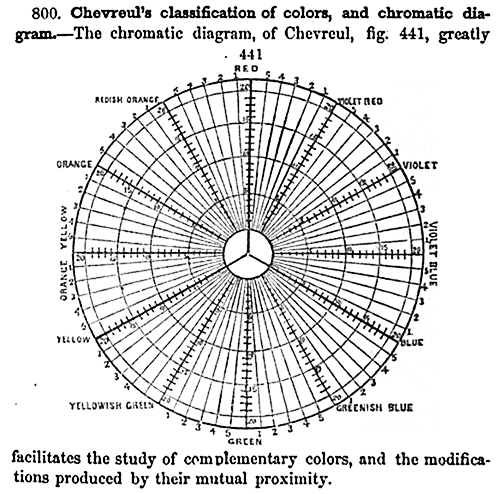
1855年にシュヴルールが作成した色彩図はRYB色彩モデルに基づいており、補色やその他の関係を示している。

色彩の研究においても特筆すべき業績を残したシュヴルールは、ゴブラン織の仕事がその契機となった。彼の著書『色彩の同時対比の法則とこの法則に基づく配色について』において、色彩は「類似色の調和」と「対比の調和」の２つの大きな群に分類され、ポール・シニャックやジョルジュ・スーラといった新印象派の画家たちに多大な影響を与えた。
シュヴルールは、あらゆる種類の詐欺行為を厳しく非難し、当時勃興しつつあった「科学的心霊研究や心霊術」に対して徹底的な懐疑の念を抱いていた。魔法の振り子、ダウジング棒、そしてテーブルターニングに関する彼の研究は画期的であった。1833年にアンドレ＝マリ・アンペールに宛てた公開書簡、そして1854年の論文「バゲットについて」において、シュヴルールは、一見すると魔法のように見えるこれらの動きの背後には、完全に不随意で無意識的な人間の筋肉の反応が存在することを明確に説明した。最終的に、シュヴルールは、占い棒や魔法の振り子を持つ者が自身の脳の反応に気づくと、その動きが止まり、意図的に再現することが不可能になることを発見した。この発見は、観念運動効果に関する最も初期の記述の１つとして知られている。
1824年、技術的な不備に関する苦情を受けて、シュヴルールはパリのゴブラン織工場の染色部門の責任者に任命された。彼は調査の結果、一部の染料の品質が不十分であることは認めたものの、頻繁に批判されていた黒色の染料には問題がないことを突き止めた。黒色で染められた布地は、濃い青色や紫色に隣接すると、実際よりも弱々しく、わずかに赤みを帯びて見えるという現象を発見したのである。シュヴルールはこの効果を「同時対比」と名付け、色相と明度の両面において、ある色が隣接する色の補色方向へと視覚的に変化する傾向として定義した。
1839年、シュヴルールはこの概念の広範な影響を考察した著作を刊行し、あらゆる視覚芸術を包括する理論の構築を試みた。彼の理論は、タペストリー、絨毯、家具、モザイク、教会、美術館、アパート、整形式庭園、劇場、地図、タイポグラフィー、額縁、ステンドグラス、女性の衣服、さらには軍服のデザイン原理にまで及んだ。この理論が最も顕著な影響を与えたのは、印象派や新印象派の絵画、特にジョルジュ・スーラとポール・シニャックが発展させた点描という絵画様式である。点描は、色の小さな点を並置することを特徴とする。カミーユ・ピサロは、スーラがこの様式を「シュヴルールが発見した色彩理論と、マクスウェルの実験、およびN.O.ルードの測定に基づいた科学的手段による近代的な統合」の探求であると説明したと、インタビューの中で述べている。
シュヴルールは、リアリズムを追求する上で照明を正確に描写することの重要性を強調したが、「ほとんどの場合、正確ではあるが誇張された色彩の方が、シーンの絶対的な忠実性よりも心地よく感じられる」とも付け加えた。フィンセント・ファン・ゴッホはこの助言を真摯に受け止め、補色を多用することで互いの色彩を強調した。ゴッホは、「この相互の強調が同時対比の法則と呼ばれるものである…補色が等しい明度、つまり同じ程度の明るさと光で捉えられた場合、それらの並置によって、一方と他方の両方が強烈になり、人間の目がほとんど見ることに耐えられないほどになる」と記している。
シュヴルールの影響は20世紀の絵画にも及んでおり、特にロベール・ドローネーの作品に見られる。ドローネーは友人のジャン・メッツァンジェからシュヴルールの理論を学んだ。ドローネーの、比較的大きな色の塊をほぼ補色で組み合わせるスタイルは、今日ではオルフィスムとして知られている。しかし、ドローネー自身は「同時主義」という名称を好み、これは明らかにシュヴルールへの敬意を示すものであった。
シュヴルールは、「シュヴルール錯視」としても知られる視覚現象とも関連付けられている。これは、同じ色の隣接する帯の間に、実際には存在しない、異なる強度を持つ明るい縁が知覚されるという現象である。